# Касперий Елиан
Касперий Елиан (на латински: Casperius Aelianus; * ок. 45; † 98) e преториански префект от 84 до 98 г. по времето на императорите Домициан и Нерва.
По времето на император Веспасиан Елиан е военен трибун и през 79 г. е в неговата войска и посещава Александрия. По времето на император Домициан (81 – 96) той става преториански префект, командир на императорската гвардия, след Корнелий Фуск. Сменен е от Тит Петроний Секунд и Тит Флавий Норбан. През юли или август 97 г. той е отново преториански префект при император Нерва.
През 97 г. той предприема бунт против император Нерва и затова след една година през 98 г. е екзекутиран в Рим от новия император Траян. На неговото място е назначен Секст Атий Субуран Емилиан.